# Балтийский вокзал (Гатчина)
Балти́йский вокза́л — пассажирский терминал станции Гатчина-Пассажирская-Балтийская, один из двух вокзалов города Гатчины Ленинградской области.
Вокзал расположен у пересечения улицы Григорина и аллеи Императора Павла I в 400 метрах от Гатчинского Дворца.
Станция является конечным пунктом электропоездов Санкт-Петербург — Гатчина-Пассажирская-Балтийская. Также через неё проходят в сутки 2 пары транзитных электропоездов Санкт-Петербург — Гатчина-Варшавская.
Около вокзала находится подземный пешеходный переход, проходящий от улицы Григорина ко второй платформе (в 2020-х закрыт проход к ней из перехода) и к микрорайону Аэродром под железнодорожными путями.
Около станции расположены автобусные остановки городских и пригородных маршрутов.

## История
Движение по Балтийской железной дороге от Санкт-Петербурга до Гатчины было открыто в 12 декабря 1872 года. В 1873 году по проекту архитектора П. С. Купинского было построено первое деревянное здание вокзала.
Однако здание вокзала вскоре перестало справляться с возросшим пассажиропотоком. Кроме того, оно закрывало вид из Гатчинского Дворца на Кирху в Малых Колпанах. Поэтому 19 декабря 1889 года состоялось открытие нового здания вокзала, а в 1890 году рядом был построен деревянный Царский павильон. Архитектором этих зданий также был архитектор П. С. Купинский, строительством руководил архитектор С. П. Кондратьев.
В 1937 году пути станции были электрифицированы. 4 июля 1937 года на вокзал прибыл пробный электропоезд из Ленинграда, а с 17 августа 1937 года началось их регулярное движение. В первые послевоенные годы на линии работали поезда на паровой тяге, а с 7 ноября 1948 года вновь стали использоваться электропоезда.
В годы Великой Отечественной войны здание вокзала было разрушено. В 1958 году было построено новое каменное здание в классическом стиле по проекту Л. В. Доброницкой.
В 1966 году станция была переведена на напряжение 3,3 кВ постоянного тока. В том же году контактная сеть была протянута до ст. Сиверская варшавского направления.
В советское время[когда?] от станции отправлялись пригородные поезда на тепловозной тяге Гатчина — Молосковицы и Гатчина — Веймарн, а также легендарная «летучка» (межобластной вагон под тепловозом ТЭП60 — с осени 1988 года М62 — в самые последние месяцы обращения ТЭП70) Гатчина — Мга, Гатчина — Пустынька, (существует неподтверждённая информация, будто бы на Рогавку следовала не представленная «летучка», а как раз тот состав, который от Гатчины на следующий день следовал на Молосковицы и Веймарн) Гатчина — Рогавка.
В 2007—2008 годах проведён капитальный ремонт вокзала.
В январе 2023 года в здании вокзала (платформа 1) открыта турникетная линейка. Также введён турникетный павильон на платформе 2.

## В кинематографе
- «Холодно — горячо» (1971)